# Garowe
Garoowe (somali Garoowe) és una ciutat de la regió de Nugaal (la principal ciutat de la regió), al Puntland (estat de l'antiga Somàlia), estat del que fou declarada temporalment la capital. Hi ha un parlament regional, un palau presidencial i les seus dels ministeris a més de la Universitat de l'Estat de Puntland. La seva població el 1988 era d'uns 35.000 habitants. És la tercera població del Puntland després de Bosaso i de Gaalkacyo. La majoria pertany al subclan Isa Mohamoud dels majeerteen del grup harti. La construcció d'una carretera entre Bosaso i Mogadiscio per l'interior, que passava per Garowe, va causar un gran creixement d'aquesta ciutat que fins als anys vuitanta era un llogaret rural. Actualment la població s'estima en uns 120.000 habitants

## Nota
1. ↑  inicialment fou declarada capital, però les protestes a Bosaso van obligar a un acord de repartiment entre les dues ciutats -capital administrativa i capital econòmica- i una decisió final a prendre anys a venir